# Elaphrus cupreus
Elaphrus cupreus es una especie de escarabajo del género Elaphrus, familia Carabidae. Fue descrita científicamente por Duftschmid en 1812.
Se distribuye por Albania, Austria, Bélgica, Bosnia y Herzegovina, China, Chequia, Dinamarca, Estonia, Finlandia, Francia, Alemania, Gran Bretaña, Hungría, Irlanda, Italia, Kazajistán, Kirguistán, Letonia, Lituania, Países Bajos, Noruega, Polonia, Rusia, Eslovaquia, Suecia, Suiza y Ucrania.

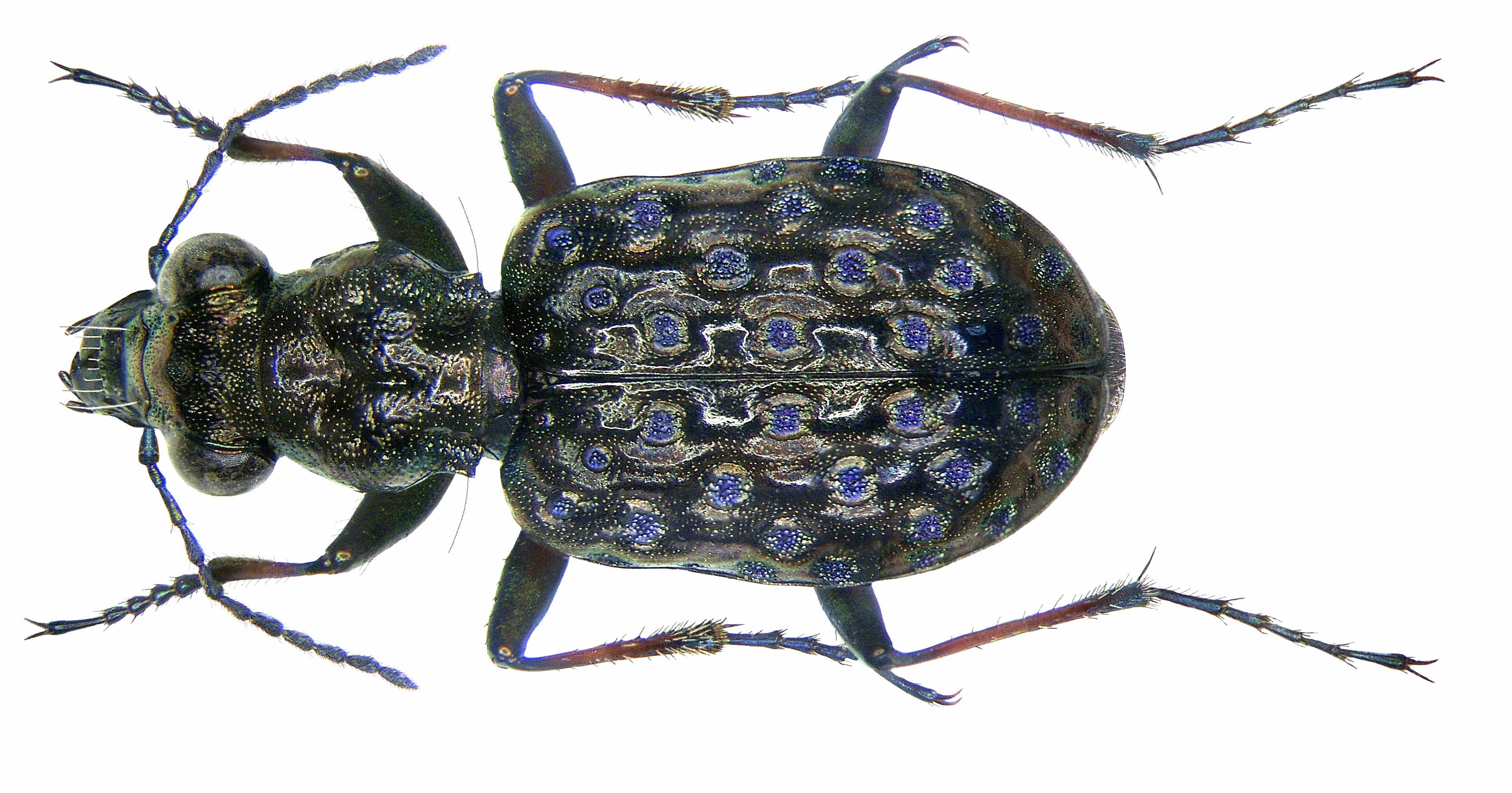
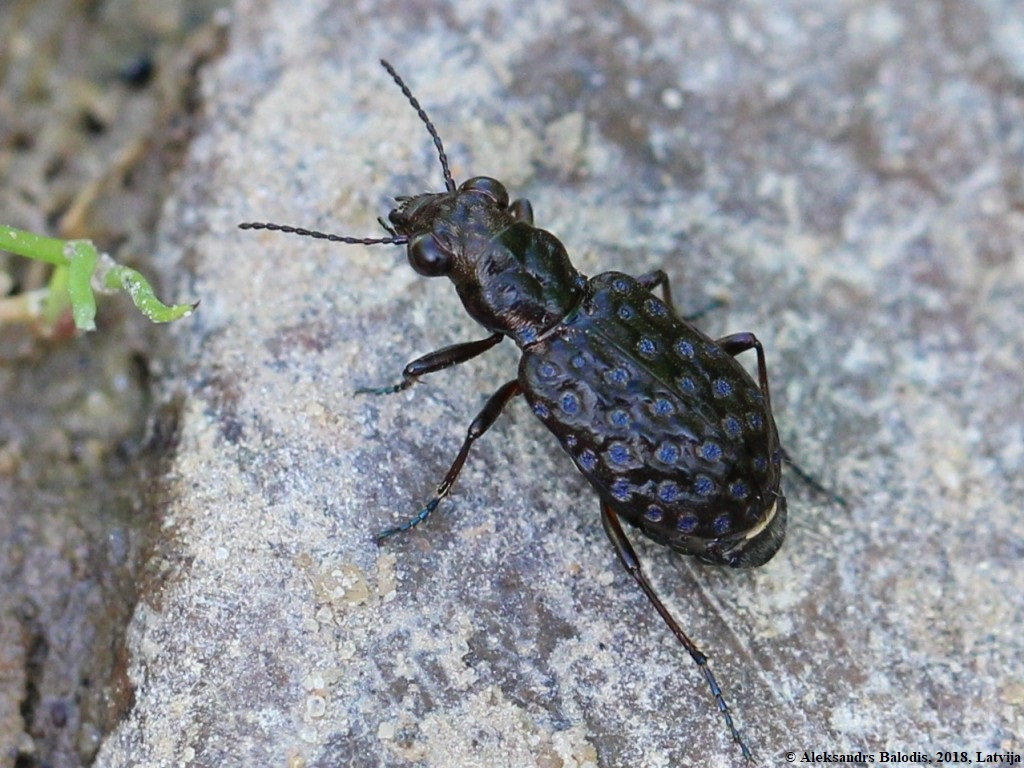
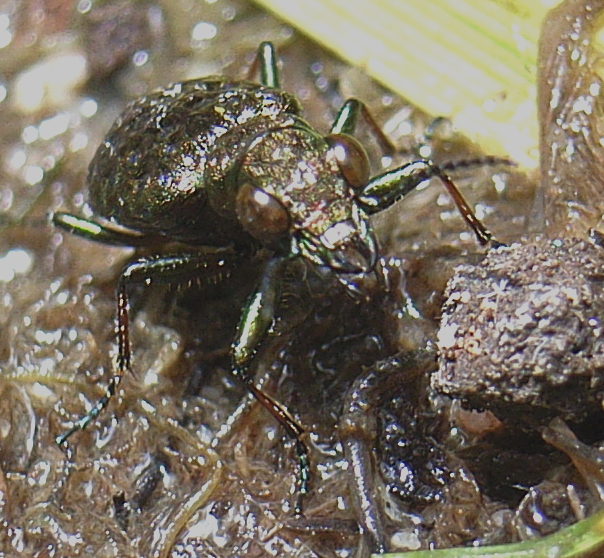
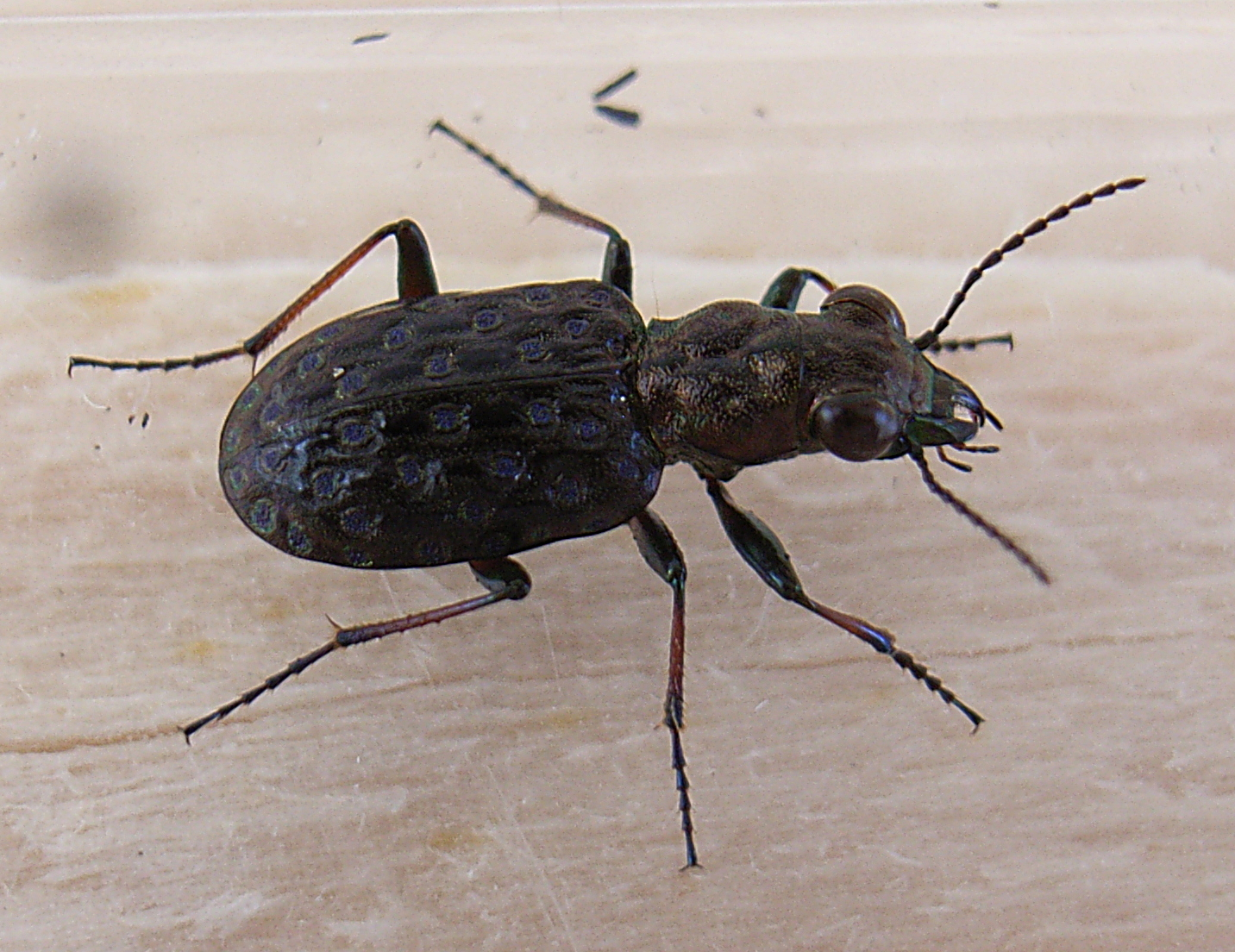
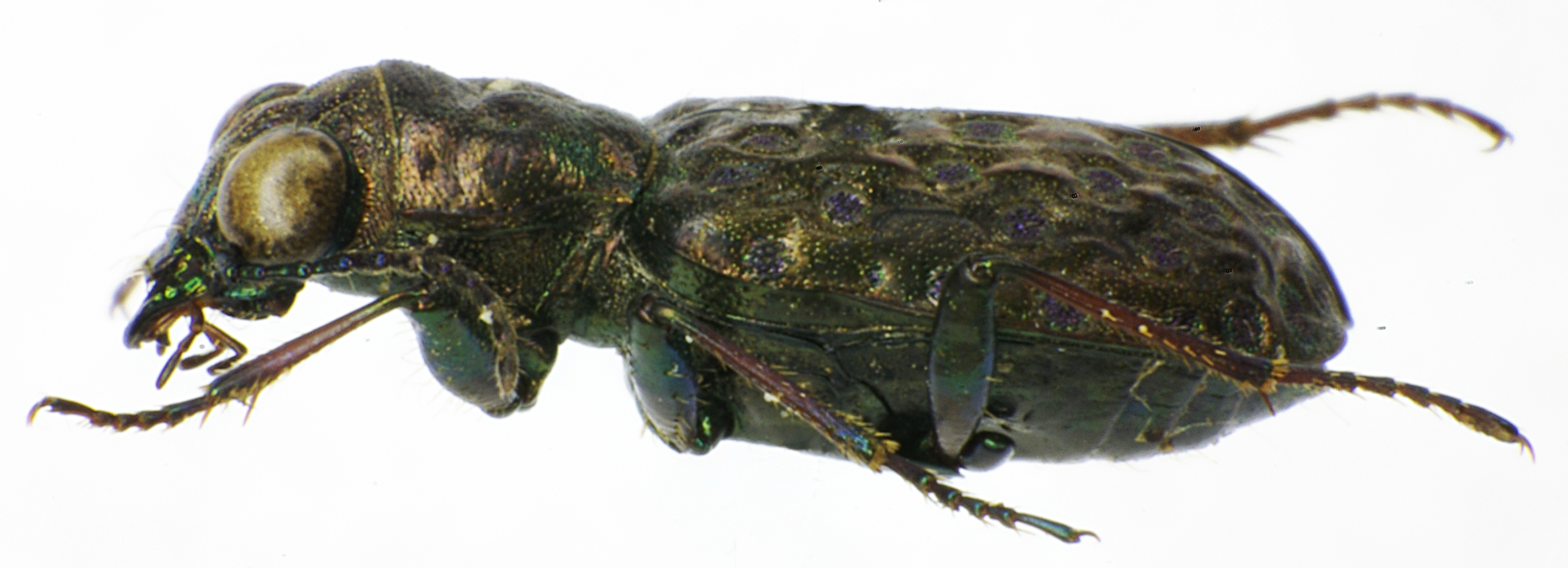